# Set My Heart on Fire Immediately
“Set My Heart on Fire Immediately”는 미국의 음악가 퍼퓸 지니어스의 다섯 번째 정규 음반이다. 2020년 5월 15일 마타도르 레코드를 통하여 발매하였다. 2017년에 낸 전작 “No Shape”에 이어서 3년 만에 발표하는 음반으로, 저번과 동일하게 블레이크 밀스가 프로듀서를 맡았으며, 이외에도 맷 체임벌린, 롭 무스, 짐 켈트너, 피노 팔라디노, 피비 브리저스 등의 음악가와 지니어스의 연인인 알란 와이펠스가 참여하였다.
아트 록이자 팝 장르의 음반으로 음반에 수록된 곡들 중에선 바로크 팝, 아트 팝, 신스팝, 펑크, 알트 팝, 슈게이징, 앰비언트, 사이키델릭, 리듬 앤 블루스, 어쿠스틱 팝, 디스코, 스웜프 록, 두왑, 인더스트리얼, 하트랜드 록 등 다양한 장르가 들어가 있다.
음악 평단에서는 음반에 극찬을 보냈으며, 여러 매체에서 선정한 연말 결산에 이름을 올렸다. 상업적으로도 포르투갈, 스코틀랜드, 벨기에 차트에서 모습을 보였다. 리믹스 음반인 “IMMEDIATELY Remixes”는 2021년 3월 12일에 공개되었다.

## 배경
지아 톨렌티노와의 인터뷰에서 퍼퓸 지니어스는 이 음반에 대하여 "태양은 여기서 여전히 타오른다(The Sun Still Burns Here)"라는 제목의 2019년 댄스곡에 안무가인 케이트 월리치와 함께 작업한 것에 영향을 많이 받았다"고 언급하였다. 지니어스는 공연을 위해 수많은 곡을 작곡하였는데, 그 결과 "Eye in the Wall"과 "Pop Song"이라는 싱글이 나왔지만, 둘 다 《Set My Heart on Fire》에는 수록되지 않았다. 이전에 자신이 많은 음악에 들어있는 전형적인 주제를 댄스로 표현한 것에 대해 지니어스는 몸에 반하는 반항적인 몸짓을 느꼈다고 말하였다. 또한 댄싱에 대해서도 작품과 세상이 이 분리를 고조되게 만든다고 말하였다. 결과적으로 이는 지니어스의 작사와 작곡에 변화를 가져왔고, 현재 노래는 실제 생활과 진짜 사람들에 대한 이야기를 들려준다. 그리고 지니어스는 이 음반에 영향을 준 아티스트로 토브너스 판 잔트, 에냐, 콕토 트윈스 등을 꼽았다.

## 평가
| 전문가 평가       | 전문가 평가 |
| 총 점수           | 총 점수     |
| 출처              | 점수        |
| ----------------- | ----------- |
| AnyDecentMusic?   | 8.8/10      |
| 메타크리틱        | 91/100      |
| 평가 점수         |             |
| 출처              | 점수        |
| 가디언            | [ 12 ]      |
| 롤링 스톤         | [ 13 ]      |
| 올뮤직            | [ 14 ]      |
| 익스클레임        | 9/10        |
| 인디펜던트        | [ 16 ]      |
| 데일리 텔레그래프 | [ 17 ]      |
| 팝매터스          | 9/10        |
| 페이스트          | 8.0/10      |
| 피치포크          | 9.0/10      |
| NME               | [ 21 ]      |

“Set My Heart on Fire Immediately”는 음악 평단으로부터 찬사를 받았다. 주요 매체의 리뷰로 점수를 매기는 리뷰 애그리게이터 사이트 메타크리틱에서는 25개의 리뷰로 평균 100점 만점에 91점이 매겨졌으며, AnyDecentMusic?에서는 28개의 리뷰로 10점 중에서 8.8점이 나왔다.
가디언의 알렉시스 페트리디스는 별 다섯 개 만점을 주었다. 알렉시스는 "풍부하고, 마음을 사로잡으며, 마음을 뭉클하게 하면서 동시에 아름다운 선율과 살아있는 듯한 편곡으로 가득 차 있다. 또한 예상치 못한 새로운 형태가 끊임없이 몸부림친다."고 극찬하였다. 데일리 텔레그래프에 리뷰를 쓴 닐 맥코믹도 별 다섯 개를 주었다. 여태까지 지니어스가 발매한 음반 중에서 가장 쉽게 접할 수 있다고 이야기한 닐은 "엄청난 깊이를 가진 음반으로 듣는이들에게 많은 보상을 줄 것이다. 이 기나긴 봉쇄의 밤을 헤쳐나가기 위해 필요로 하는 보상 말이다."라고 표현하였다. 인디펜던트에서는 로신 오코너가 만점을 주면서 몇 년 동안 퇴폐적이며 감각적인 팝 록 스타일을 추구하던 지니어스가 새 음반에서 "퍼셀과 모차르트에서부터 90년대 포스트펑크까지 많은 음악에 영향을 받아 정교하게 만들어진 예술 작품."이라고 평하였다. DIY의 리사 라이트는 "제목과 같이 자극과 새로움에 대한 욕구로 불타오르고 있다. 매우 다양한 아이디어가 충만하여 어느 곡도 비슷한 것이 없고, 뚜렷하면서도 열정적인 탐구감으로 꽉 차 있다."고 호평하면서 만점을 매겼다.
피치포크는 10점 만점에 9점을 주었다. 매디슨 블룸은 "노래가 확장과 수축을 한다. 로이 오비슨의 멜로드라마로 시작하여 다음에는 헤드레어스가 옷감처럼 접히는 갈비뼈, 눈물에 젖은 얼굴, 성관계 후의 사소한 좀도둑질을 묘사하며 디테일을 확대한다."고 말하였고, "웅장함과 영화적임, 촉각이 동시에 느껴진다."라고 언급하며 글을 마무리 지었다. 올뮤직의 헤더 페어스는 지니어스가 전작에서 너무 많은 모습을 드러내, 더 많은 걸 밝히는 것은 상상하기 어려웠지만, “Set My Heart on Fire Immediately”에서는 영혼의 한계를 뛰어넘어 육체의 힘과 부드러움을 탐구한다고 묘사하며 별 네 개 반을 주었다. 크랙 매거진의 캐머런 쿡은 음반에서 게이 드라마같은 느낌이 물씬 풍긴다고 언급하면서 "퍼퓸 지니어스가 고통, 사람, 슬픔, 인간의 모순 등 진부한 소재를 의도적으로 사용함으로써 자신을 시와 정체성이 얽힌 렌즈로 모두가 볼 수 있도록 드러내었다."고 표현하면서 10점 만점에 9점을 주었다. 익스클레임!의 카엘렌 벨은 초기의 퍼퓸 지니어스와 현재 작품들의 환상적인 은색의 결합이라고 이야기하였으며, 팝매터스의 맥스 토트스키는 지니어스를 "치유와 수용이 행복함을 만들어주는 이상향에 뻗어나가는 예술"을 만든다고 호평하였다.
롤링 스톤의 존 돌런은 지니어스가 욕망을 "축복과 부담, 촉각적 경험, 손이 닿지 않는 유령에 대한 명상"을 한다고 이야기하면서 별 네 개라는 점수를 부여하였다. 시드니 모닝 헤럴드의 바나비 스미스는 “Set My Heart on Fire Immediately”가 이전 작품들에는 나오지 않았던 독특한 감수성에 대한 진술이 담겨져 있다고 언급하였으며, 별 네 개를 매겼다. 맥스 프리드맨은 페이스트에 쓴 리뷰에서 신체와 뇌의 격차를 극복하려는 지니어스의 노력이 그 어느 작품보다 뚜렷하게 드러나고, 그 과정에서 자신의 몸뿐만 아니라 심장을 통제할 수 없게 되었다고 묘사하면서 8점을 주었다. NME의 루크 모건 브리튼도 별 다섯 개 중에서 네 개를 매기면서 제목에 대해 "열정과 긴박함에 흠뻑 젖어 번뜩이는 단편 소설처럼 환기시키는 여섯 단어"라고 이야기하였으며, 사운드에 대해 전작보다 더 유기적이고 미묘한 소리가 들어갔다고 표현하였다. 그리고 마지막에는 "궁극적으로 헤드레어스는 이 음반을 통해 앞으로 나아가기 위해서는 무언가를 폭파할 필요가 없다는 자신의 가설을 입증하였다"고 호평하였다.

### 순위
“Set My Heart on Fire Immediately”는 여러 매체의 연말 결산 순위 목록에 이름을 올렸다. 메타크리틱에서는 2020년 발매된 음반 중 세 번째로 높은 점수였으며, 여러 평론가들이 매긴 음반 순위를 포인트로 환산해 다시 순위를 매긴 목록에서는 44.5포인트를 얻으며 10위로 선정되었다. 피치포크와 스테레오검, NPR 진행한 독자 투표에서는 각각 7위, 9위, 15위에 이름을 올렸다.
| 매체                                    | 주제                                      | 순위 | 출처   |
| --------------------------------------- | ----------------------------------------- | ---- | ------ |
| 가디언                                  | 2020년 최고의 음반 50장                   | 4    | [ 30 ] |
| 뉴욕 타임스                             | 2020년 최고의 음반                        | 10   | [ 31 ] |
| 더 뉴요커                               | 내가 좋아하는 2020년 음반 30장            | *    | [ 32 ] |
| 더 라인 오브 베스트 핏                  | 2020년 최고의 음반 순위                   | 7    | [ 33 ] |
| 디 A.V. 클럽                            | 2020년 최고의 음반 20장                   | 20   | [ 34 ] |
| 라우드 앤드 콰이어트                    | 라우드 앤드 콰이어트의 2020년 최고의 음반 | 32   | [ 35 ] |
| 버라이어티                              | 한 해 돌아보기: 2020년 최고의 음반        | 9    | [ 36 ] |
| 비츠 퍼 미닛                            | BPM 선정 2020년 최고의 음반 50장          | 2    | [ 37 ] |
| 빌보드                                  | 2020년 최고의 음반 50장: 스태프 선정      | 26   | [ 38 ] |
| 스테레오검                              | 2020년 최고의 음반 50장                   | 15   | [ 39 ] |
| 스핀                                    | 2020년 최고의 음반 30장                   | 4    | [ 40 ] |
| 슬랜트 매거진                           | 2020년 최고의 음반 50장                   | 15   | [ 41 ] |
| 언더 더 레이더                          | 언더 더 레이더의 2020년 최고의 음반 100장 | 7    | [ 42 ] |
| 업록스                                  | 2020년 최고의 음반                        | 26   | [ 43 ] |
| 에스콰이어                              | 2020년 최고의 음반 50장 (영국)            | 3    | [ 44 ] |
| 에스콰이어                              | 2020년 최고의 음반                        | *    | [ 45 ] |
| 엔터테인먼트 위클리                     | 2020년 최고의 음반 15장                   | 13   | [ 46 ] |
| 올뮤직                                  | 올뮤직 선정 2020년 최고의 음반            | *    | [ 47 ] |
| 올뮤직                                  | 최고의 인디 팝 & 인디 록 음반             | *    | [ 48 ] |
| 인디펜던트                              | 2020년 최고의 음반 40장                   | 6    | [ 49 ] |
| 컨시퀀스 오브 사운드                    | 2020년 최고의 음반 50장                   | 4    | [ 50 ] |
| 콰이터스                                | 콰이터스 선정 2020년 올해의 음반          | 21   | [ 51 ] |
| 크랙 매거진                             | 2020년 최고의 음반 50장                   | 17   | [ 52 ] |
| 클래시                                  | 클래시 선정 2020년 올해의 음반            | 8    | [ 53 ] |
| 타임                                    | 2020년 최고의 음반 10장                   | 6    | [ 54 ] |
| 타임 아웃                               | 2020년 최고의 음악 15장                   | *    | [ 55 ] |
| 팝매터스                                | 2020년 최고의 음반 60장                   | 18   | [ 56 ] |
| 페이스트                                | 2020년 최고의 음반 50장                   | 5    | [ 57 ] |
| 피치포크                                | 2020년 최고의 음반 50장                   | 5    | [ 58 ] |
| BBC                                     | 2020년 최고의 음반                        | *    | [ 59 ] |
| DIY                                     | DIY 선정 2020년 최고의 음반               | 11   | [ 60 ] |
| GQ (영국)                               | 2020년을 참을 수 있게 만들어 준 음반      | 18   | [ 61 ] |
| NPR 뮤직                                | 2020년 최고의 음악                        | 35   | [ 62 ] |
| (*) 별표는 순위가 없다는 것을 의미한다. |                                           |      |        |

## IMMEDIATELY Remixes
2021년 1월 14일, 지니어스는 A. G. 쿡, 짐-E 스택, 제니 발 등이 참여한 리믹스 음반 “IMMEDIATELY Remixes”를 2월 19일에 발매한다는 사실을 공개하였다. 이후 발매 날짜가 3월 12일로 변경되었다. 2021년 6월 11일 레코드 스토어 데이에 한정판으로 바이닐이 판매되었다.
중국의 롤링 스톤과 진행한 인터뷰에 따르면, 처음에는 몇 곡만 리믹스 버전을 발매하기 위해 작업을 하다가 점점 규모가 커지면서 리믹스 음반으로 목적이 변경되었다고 언급하였다.
2020년 4월 29일 리드 싱글로 발매된 ‘On the Floor (Initial Talk Remix)’를 시작으로 12월 3일에 ‘Without You (Jim-E Stack Remix)’, 이듬해 1월 14일에는 ‘Your Body Changes Eveything (Boy Harsher Remix)’를, 3월 3일에는 ‘Describe (A. G. Cook Remix)’를 싱글로 발표하였다.
피치포크는 7.2점을 주면서 음반의 재작업이 잘 되었다는 것은 "헤드레어스의 독특한 목소리와 작사·작곡에 대한 증거"라고 표현하였고, 이어서 "음반의 클럽 지향적인 순간에 맞춰 공연에서 몸을 뒤틀고 있는 그의 모습을 쉽게 상상할 수 있다"고 묘사하였다. 기그와이즈의 해리슨 스미스는 별 10개 중 7개를 주면서 "원래 음반을 발매 한 직후 너무 일찍 발표된 것 같은 리믹스 음반은 대담하면서도 의문스러운 결정"이라고 언급했지만 "각 프로듀서가 음반에서 자신의 입지를 보여줄 수 있을 만큼의 충분한 공간을 제공하였다"고 호평하였다. 핫 프레스의 에드 파워는 음반에 대하여 "당신이 토끼굴로 내려갈 때 꽉 잡고 따라가게 하는 걸 좋아하게 만들어주는 음반"이라고 이야기했다.

## 트랙 리스트
표시된 곳을 제외하고는 모든 곡을 퍼퓸 지니어스가 작사·작곡하였다. 프로듀싱은 블레이크 밀스가 담당하였다.
| #            | 제목                                         | 재생 시간 |
| ------------ | -------------------------------------------- | --------- |
| 1.           | 〈Whole Life〉                               | 3:53      |
| 2.           | 〈Describe〉                                 | 4:44      |
| 3.           | 〈Without You〉                              | 2:35      |
| 4.           | 〈Jason〉                                    | 3:05      |
| 5.           | 〈Leave〉                                    | 3:05      |
| 6.           | 〈On the Floor〉 (헤드레어스, 알란 와이펠스) | 5:03      |
| 7.           | 〈Your Body Changes Everything〉             | 4:13      |
| 8.           | 〈Moondbend〉 (헤드레어스, 블레이크 밀스)    | 5:21      |
| 9.           | 〈Just a Touch〉                             | 3:28      |
| 10.          | 〈Nothing at All〉                           | 4:27      |
| 11.          | 〈One More Try〉                             | 3:01      |
| 12.          | 〈Some Dream〉                               | 4:18      |
| 13.          | 〈Borrowed Light〉                           | 3:22      |
| 총 재생 시간 | 총 재생 시간                                 | 50:42     |

| #            | 제목                                                     | 재생 시간 |
| ------------ | -------------------------------------------------------- | --------- |
| 1.           | 〈Whole Life〉 (Jaakko Eino Kalevi Remix)                | 3:41      |
| 2.           | 〈Describe〉 (A. G. Cook Remix)                          | 4:23      |
| 3.           | 〈Without You〉 (Jim-E Stack Remix)                      | 3:22      |
| 4.           | 〈Jason〉 (Planningtorock ‘Jason there's no rush' Remix) | 3:36      |
| 5.           | 〈Leave〉 (Jenny Hval Remix)                             | 3:37      |
| 6.           | 〈On the Floor〉 (Initial Talk Remix)                    | 3:37      |
| 7.           | 〈Your Body Changes Everything〉 (Boy Harsher Remix)     | 5:06      |
| 8.           | 〈Moonbend〉 (Nídia Remix)                               | 4:42      |
| 9.           | 〈Just a Touch〉 (Danny L Harle Remix)                   | 3:41      |
| 10.          | 〈Nothing at All〉 (Westerman Remix)                     | 4:27      |
| 11.          | 〈One More Try〉 (Actress Remix)                         | 5:58      |
| 12.          | 〈Some Dream〉 (Koreless Remix)                          | 3:28      |
| 13.          | 〈Borrowed Light〉 (Katie Dey Remix)                     | 3:26      |
| 총 재생 시간 | 총 재생 시간                                             | 53:04     |

## 참여진
크레딧은 음반의 라이너 노트에서 발췌하였다.
| 음악 - 퍼퓸 지니어스 – 보컬 (모든 트랙), 신시사이저 (트랙 1, 2, 5, 7, 10, 12, 13), 월리처 (트랙 4) - 블레이크 밀스 – 기타 (트랙 1–3, 7–9, 11, 12), 베이스 (트랙 1, 3, 4, 7, 9, 11), 신시사이저 (트랙 1, 4, 8, 10, 12, 13), 드럼 (트랙 1), 글로켄슈필 (트랙 1), 신스 기타 (트랙 6, 11), 하모니 보컬 (트랙 6, 10, 11), 오르간 (트랙 8, 10), 피아노 (트랙 11, 12), 신스 드럼 (트랙 12), 하르모니움 (트랙 13) - 맷 체임벌린 – 추가 드럼 (트랙 1), 드럼 (트랙 4, 6, 7, 10, 12) - 롭 무스 – 바이올린 (트랙 1, 3–5, 9, 13), 비올라 (트랙 1, 3–5, 9, 13) - 알란 와이펠스 – 피아노 (트랙 1, 12), 오르간 (트랙 3, 9), 하프시코드 (트랙 4), 신시사이저 (트랙 5, 8, 12), 하모니 보컬 (트랙 7), 플루트 (트랙 8), 월리처 (트랙 12), 로즈 피아노 (트랙 13) - 짐 켈트너 – 드럼 (트랙 2, 3, 9, 11) - 피노 팔라디노 – 베이스 (트랙 2, 6, 7) - 가브리엘 카베사스 – 첼로 (트랙 3, 4, 9, 13) - 샘 겐델 – 신시사이저 (트랙 4), 색소폰 (트랙 7, 8, 12), 신스 드럼 (트랙 7), 드럼 머신 (트랙 7, 10) - 피비 브리저스 – 하모니 보컬 (트랙 6) - 이선 그러스카 – 하모니 보컬 (트랙 6), 보컬 (트랙 6), 퍼커션 (트랙 6) | 기타 - 블레이크 밀스 – 프로듀싱 - 조셉 로지 – 엔지니어링 - 그레그 콜러 – 엔지니어링, 믹싱 - 패트리샤 설리번 – 마스터링 - 이언 세프칙 – 마스터링 - 카밀 비비에 – 사진 - 앤드류 J. S. – 아트 디렉션 리믹스 - 야코 에이노 칼레비 – 리믹스 (트랙 1) - A. G. 쿡 – 리믹스 (트랙 2) - 짐-E 스택 – 리믹스 (트랙 3) - 플래닝토록 – 리믹스 (트랙 4) - 제니 발 – 리믹스 (트랙 5) - 이니셜 토크 – 리믹스 (트랙 6) - 보이 하셔 – 리믹스 (트랙 7) - 니디아 – 리믹스 (트랙 8) - 대니 L 할 – 리믹스 (트랙 9) - 웨스터맨 – 리믹스 (트랙 10) - 액트리스 – 리믹스 (트랙 11) - 코어리스 – 리믹스 (트랙 12) - 케이티 데이 – 리믹스 (트랙 13) |

## 차트
| 차트 (2020)                          | 최고 순위 |
| ------------------------------------ | --------- |
| 벨기에 음반 차트 (울트라톱 플랑드르) | 21        |
| 포르투갈 음반 (포르투갈 음반 협회)   | 39        |
| 스코틀랜드 음반 (OCC)                | 19        |
| 영국 인디펜던트 앨범 (OCC)           | 7         |
| 미국 바이닐 앨범 (빌보드)            | 21        |
| 미국 인디펜던트 앨범 (빌보드)        | 34        |
| 미국 톱 얼터너티브 앨범 (빌보드)     | 18        |
| 미국 톱 록 앨범 (빌보드)             | 45        |
| 미국 앨범 세일즈 (빌보드)            | 24        |

### 내용주
1. ↑  “IMMEDIATELY Remixes”의 참여진

### 참조주
1. ↑  Horton, Ross (2020년 5월 15일). “Perfume Genius – Set My Heart On Fire Immediately”. 《Music OMH》. 2020년 9월 3일에 확인함.
2. ↑  Almond, Grace (2020년 5월 15일). “Album Review: Perfume Genius - Set My Heart On Fire Immediately”. 《Gigwise》. 2020년 9월 3일에 확인함.
3. ↑  Inscoe-Jones, Liam (2020년 5월 17일). “Mike Hadreas expands his eclectic sound on Perfume Genius’ latest”. 《The Line of Best Fit》. 2020년 9월 3일에 확인함.
4. ↑  Bell, Kaelen (2020년 5월 11일). “Perfume Genius Proves Himself as an Artist Unlike Any Other on 'Set My Heart on Fire Immediately'”. 《Exclaim!》. 2020년 9월 3일에 확인함.
5. ↑  Johnston, Andy. “AlBUM REVIEW: PERFUME GENIUS – SET MY HEART ON FIRE IMMEDIATELY”. 《Beats Per Minute》. 2020년 9월 3일에 확인함.
6. ↑  Smith, Matthew (2020년 5월 25일). “Perfume Genius - Set My Heart on Fire Immediately”. 2020년 9월 3일에 확인함.
7. ↑  Dolan, Jon (2020년 5월 18일). “Perfume Genius Beautifully Maps His Desires on 'Set My Heart on Fire Immediately'”. 《Rolling Stone》. 2020년 5월 20일에 확인함.
8. ↑  Tolentino, Jia. “Perfume Genius Wants to Make You Feel Less Lonely”. 《The New Yorker》. The New Yorker. 2020년 5월 15일에 확인함.
9. ↑  Torres, Eric. “Perfume Genius Breaks Down Every Song on His Beguiling New Album, Set My Heart on Fire Immediately”. 《Pitchfork》. Pitchfork. 2020년 5월 15일에 확인함.
10. 1 2  “Set My Heart On Fire Immediately by Perfume Genius reviews”. 《AnyDecentMusic?》 (영어). 2020년 5월 15일. 2020년 6월 4일에 원본 문서에서 보존된 문서. 2021년 7월 14일에 확인함.
11. 1 2  “Set My Heart on Fire Immediately by Perfume Genius Reviews and Tracks”. 《메타크리틱》 (영어). 2020년 5월 15일. 2020년 6월 18일에 원본 문서에서 보존된 문서. 2021년 7월 14일에 확인함.
12. 1 2  페트리디스, 알렉시스 (2020년 5월 14일). “Perfume Genius: Set My Heart on Fire Immediately review – pop poet discovers new powers” [퍼퓸 지니어스: Set My Heart on Fire Immediately 리뷰 – 팝의 시인이 새로운 힘을 찾다]. 《가디언》 (영어). 2020년 5월 14일에 원본 문서에서 보존된 문서. 2021년 7월 14일에 확인함.
13. 1 2  돌런, 존 (2020년 5월 18일). “Perfume Genius Beautifully Maps His Desires on ‘Set My Heart on Fire Immediately’” [퍼퓸 지니어스가 ‘Set My Heart on Fire Immediately’에서 욕망이 담긴 아름다운 지도를 보여주었다]. 《롤링 스톤》 (영어). 2020년 5월 19일에 원본 문서에서 보존된 문서. 2021년 7월 14일에 확인함.
14. 1 2  페어스, 헤더 (2020년 5월 15일). “Set My Heart on Fire Immediately - Perfume Genius”. 《올뮤직》 (영어). 리듬원. 2020년 6월 4일에 원본 문서에서 보존된 문서. 2021년 7월 14일에 확인함.
15. 1 2  벨, 카엘렌 (2020년 5월 11일). “Perfume Genius Proves Himself as an Artist Unlike Any Other on 'Set My Heart on Fire Immediately'” [퍼퓸 지니어스가 'Set My Heart on Fire Immediately'로 자신이 다른 사람들과는 다르다는 것을 스스로 입증하였다]. 《익스클레임!》 (영어). 2020년 5월 12일에 원본 문서에서 보존된 문서. 2021년 7월 14일에 확인함.
16. 1 2  오코너, 로신; 브레이, 엘리사 (2020년 5월 14일). “Album reviews: Perfume Genius, Sparks and Moses Sumney” [음반 리뷰: 퍼퓸 지니어스, 스파크스 그리고 모지스 섬니]. 《인디펜던트》 (영어). 2020년 11월 26일에 원본 문서에서 보존된 문서. 2021년 7월 14일에 확인함. (구독 필요).
17. 1 2  맥코믹, 닐 (2020년 5월 16일). “This week's best new albums: Perfume Genius, Charli XCX, Sparks and more” [이주의 새 음반: 퍼퓸 지니어스, 찰리 XCX, 스파크스 외]. 《데일리 텔레그래프》 (영어). 2021년 1월 10일에 원본 문서에서 보존된 문서. 2021년 7월 14일에 확인함. (구독 필요).
18. 1 2  토트스키, 맥스 (2020년 5월 28일). “Perfume Genius Purges Himself and It’s Contagious” [퍼퓸 지니어스는 스스로 자신을 없애고 그것은 전염된다]. 《팝매터스》 (영어). 2020년 6월 1일에 원본 문서에서 보존된 문서. 2021년 7월 14일에 확인함.
19. 1 2  프리드맨, 맥스 (2020년 5월 13일). “Perfume Genius Gloriously Loses Control On Set My Heart On Fire Immediately” [퍼퓸 지니어스는 Set My Heart On Fire Immediately로 아름답게 통제력을 잃는다]. 《페이스트》 (영어). 2020년 5월 16일에 원본 문서에서 보존된 문서. 2021년 7월 14일에 확인함.
20. 1 2  블룸, 매디슨 (2020년 5월 18일). “Perfume Genius: Set My Heart on Fire Immediately Album Review”. 《피치포크》 (영어). 2020년 5월 18일에 원본 문서에서 보존된 문서. 2021년 7월 14일에 확인함.
21. 1 2  모건 브리튼, 루크 (2020년 5월 13일). “Perfume Genius – ‘Set My Heart On Fire Immediately’ review: experimentalist finds strength in restraint”. 《NME》 (영어). 2020년 5월 20일에 원본 문서에서 보존된 문서. 2021년 7월 14일에 확인함.
22. ↑  라이트, 리사 (2020년 5월 14일). “Perfume Genius - Set My Heart On Fire Immediately”. 《DIY》 (영어). 2020년 5월 21일에 원본 문서에서 보존된 문서. 2021년 7월 15일에 확인함.
23. ↑  쿡, 캐머런 (2020년 5월 15일). “Perfume Genius – 'Set My Heart on Fire Immediately' review”. 《크랙 매거진》 (영어). 2020년 6월 4일에 원본 문서에서 보존된 문서. 2021년 7월 15일에 확인함.
24. ↑  랄, 키시; 섄드, 존; 스미스, 바나비; 울먼, 유진 (2020년 5월 15일). “Hayley Williams, a queen of the pop-punk scene, debuts solo album” [팝펑크 신의 여왕 헤일리 윌리엄스의 첫 솔로 음반]. 《시드니 모닝 헤럴드》 (영어). 2020년 5월 15일에 원본 문서에서 보존된 문서. 2021년 7월 15일에 확인함.
25. ↑  디에츠, 제이슨 (2020년 12월 24일). “The 40 Best Albums of 2020”. 《메타크리틱》 (영어). CBS 인터랙티브. 2020년 12월 24일에 원본 문서에서 보존된 문서. 2021년 7월 15일에 확인함.
26. ↑  디에츠, 제이슨 (2020년 11월 30일). “Best of 2020: Music Critic Top Ten Lists”. 《메타크리틱》 (영어). CBS 인터랙티브. 2021년 1월 28일에 원본 문서에서 보존된 문서. 2021년 7월 15일에 확인함.
27. ↑  “The Best Music of 2020: Pitchfork Readers’ Poll Results” [2020년 최고의 음악: 피치포크 독자의 설문 조사 결과]. 《피치포크》 (영어). 2020년 12월 11일. 2020년 12월 11일에 원본 문서에서 보존된 문서. 2021년 7월 15일에 확인함.
28. ↑  드빌, 크리스 (2020년 12월 17일). “The Gummy Awards: Your Top 10 Albums And Songs Of 2020” [구미 어워드: 당신의 음반 톱 10과 2020년의 노래]. 《스테레오검》 (영어). 2020년 12월 17일에 원본 문서에서 보존된 문서. 2021년 7월 15일에 확인함.
29. ↑  보일런, 밥; 파워스, 앤 (2020년 12월 18일). “Poll Results: NPR Listeners Pick The Top Albums Of 2020”. 《내셔널 퍼블릭 라디오》 (영어). 2020년 12월 18일에 원본 문서에서 보존된 문서. 2021년 7월 16일에 확인함.
30. ↑  보몬트토머스, 벤; 스네이프스, 로라 (2020년 12월 18일). “The 50 best albums of 2020: the full list”. 《가디언》 (영어). 2020년 12월 31일에 원본 문서에서 보존된 문서. 2021년 7월 15일에 확인함.
31. ↑  파렐레스, 존; 캐러매니카, 존; 졸라즈, 린지 (2020년 12월 2일). “Best Albums of 2020”. 《뉴욕 타임스》 (영어). 2020년 12월 31일에 원본 문서에서 보존된 문서. 2021년 7월 16일에 확인함. (구독 필요).
32. ↑  피어스, 셸든 (2020년 12월 8일). “My Thirty Favorite Albums of 2020”. 《더 뉴요커》 (영어). 2020년 12월 8일에 원본 문서에서 보존된 문서. 2021년 7월 16일에 확인함.
33. ↑  “The Best Albums of 2020 Ranked”. 《더 라인 오브 베스트 핏》 (영어). 2020년 12월 3일. 2020년 12월 3일에 원본 문서에서 보존된 문서. 2021년 7월 16일에 확인함.
34. ↑  퍼돔, 클레이튼; 카세코, 바라카; 맥레비, 알렉스; 시츠, 캐머런; 콜번, 랜덜; 잘레스키, 애니; 코코런, 니나; 밀라, 섀넌; 프리드맨, 맥스, 리브스; 모시 (2020년 12월 15일). “The 20 best albums of 2020”. 《디 A.V. 클럽》 (영어). 2021년 7월 16일에 확인함.
35. ↑  “The Loud And Quiet best albums of 2020”. 《라우드 앤드 콰이어트》 (영어). 2020년 12월 11일. 2020년 12월 11일에 원본 문서에서 보존된 문서. 2021년 7월 16일에 확인함.
36. ↑  어스워드, 젬; 바커, 앤드류; 윌맨, 크리스 (2020년 12월 14일). “Year in Review: The Best Albums of 2020”. 《버라이어티》. 2020년 12월 14일에 원본 문서에서 보존된 문서. 2021년 7월 16일에 확인함.
37. ↑  “BPM’s Top 50 Albums of 2020”. 《비츠 퍼 미닛》 (영어). 2020년 12월 9일. 2020년 12월 9일에 원본 문서에서 보존된 문서. 2021년 7월 16일에 확인함.
38. ↑  “The 50 Best Albums of 2020: Staff Picks”. 《빌보드》 (영어). 2020년 12월 7일. 2020년 12월 7일에 원본 문서에서 보존된 문서. 2021년 7월 16일에 확인함.
39. ↑  “The 50 Best Albums Of 2020”. 《스테레오검》 (영어). 2020년 12월 1일. 2020년 12월 1일에 원본 문서에서 보존된 문서. 2021년 7월 16일에 확인함.
40. ↑  “The 30 Best Albums of 2020”. 《스핀》 (영어). 2020년 12월 10일. 2020년 12월 10일에 원본 문서에서 보존된 문서. 2021년 7월 16일에 확인함.
41. ↑  “The 50 Best Albums of 2020”. 《슬랜트 매거진》 (영어). 2020년 12월 9일. 2020년 12월 9일에 원본 문서에서 보존된 문서. 2021년 7월 16일에 확인함.
42. ↑  “Under the Radars Top 100 Albums of 2020 Part 1”. 《언더 더 레이더》 (영어). 2021년 1월 15일. 2021년 1월 15일에 원본 문서에서 보존된 문서. 2021년 7월 16일에 확인함.
43. ↑  “The Best Albums Of 2020”. 《업록스》 (영어). 2020년 12월 1일. 2020년 12월 1일에 원본 문서에서 보존된 문서. 2021년 7월 16일에 확인함.
44. ↑  오벤던, 올리비아 (2020년 12월 11일). “The 50 Best Albums of 2020”. 《에스콰이어》 (영어). 2020년 12월 14일에 원본 문서에서 보존된 문서. 2021년 7월 16일에 확인함.
45. ↑  밀러, 맷; 베인, 매디슨; 홈스, 데이브 (2020년 12월 21일). “The Best Albums of 2020”. 《에스콰이어》. 2020년 12월 21일에 원본 문서에서 보존된 문서. 2021년 7월 16일에 확인함.
46. ↑  그린블랫, 레아; 로드맨, 사라; 서스카인드 (2020년 12월 4일). “The 15 best albums of 2020”. 《엔터테인먼트 위클리》 (영어). 2020년 12월 4일에 원본 문서에서 보존된 문서. 2021년 7월 16일에 확인함.
47. ↑  “Allmusic best of 2020”. 《올뮤직》 (영어). 2020년 12월 7일. 2020년 12월 7일에 원본 문서에서 보존된 문서. 2021년 7월 16일에 확인함.
48. ↑  “Favorite Indie Pop & Indie Rock Albums”. 《올뮤직》 (영어). 2020년 12월 28일에 원본 문서에서 보존된 문서. 2021년 7월 16일에 확인함.
49. ↑  브라운, 헬렌; 오코너, 로신; 폴러드, 알렉산드라; 보몬트, 마크; 브레이, 엘리사; 화이트, 애덤; 피에르, 브리트니; 이율, 베시 (2020년 12월 18일). “The 40 best albums of 2020, from Bob Dylan’s Rough and Rowdy Ways to Taylor Swift’s Folklore” [2020년 최고의 음반 40장, 밥 딜런의 Rough and Rowdy Ways부터 테일러 스위프트의 Folklore까지]. 《인디펜던트》 (영어). 2020년 12월 21일에 원본 문서에서 보존된 문서. 2021년 7월 16일에 확인함.
50. ↑  “Top 50 Albums of 2020”. 《컨시퀀스》 (영어). 2020년 12월 2일. 2020년 12월 2일에 원본 문서에서 보존된 문서. 2021년 7월 16일에 확인함.
51. ↑  “Quietus Albums Of The Year 2020 (In Association With Norman Records)”. 《콰이터스》 (영어). 2020년 12월 5일. 2021년 7월 16일에 확인함.
52. ↑  “The Top 50 Albums of 2020”. 《크랙 매거진》 (영어). 2020년 12월 3일에 원본 문서에서 보존된 문서. 2021년 7월 16일에 확인함.
53. ↑  “Clash Albums Of The Year 2020”. 《클래시》 (영어). 2020년 12월 14일. 2020년 12월 14일에 원본 문서에서 보존된 문서. 2021년 7월 16일에 확인함.
54. ↑  브루너, 라이사; R. 초, 앤드류 (2020년 11월 27일). “The 10 Best Albums of 2020”. 《타임》 (영어). 2020년 11월 28일에 원본 문서에서 보존된 문서. 2021년 7월 16일에 확인함. (가입 필요).
55. ↑  올리버, 휴 (2020년 12월 10일). “The 15 best albums of 2020: new music that pulled us through” [2020년 최고의 음반 15장: 우리를 끌어낸 새로운 음악]. 《타임 아웃》 (영어). 2020년 12월 10일에 원본 문서에서 보존된 문서. 2021년 7월 16일에 확인함.
56. ↑  “The 60 Best Albums of 2020”. 《팝매터스》 (영어). 2020년 12월 7일. 2020년 12월 7일에 원본 문서에서 보존된 문서. 2021년 7월 16일에 확인함.
57. ↑  “The 50 Best Albums of 2020”. 《페이스트》 (영어). 2020년 11월 30일. 2020년 11월 30일에 원본 문서에서 보존된 문서. 2021년 7월 16일에 확인함.
58. ↑  “The 50 Best Albums of 2020”. 《피치포크》 (영어). 2020년 12월 8일. 2020년 12월 8일에 원본 문서에서 보존된 문서. 2021년 7월 16일에 확인함.
59. ↑  레빈, 닉 (2020년 11월 19일). “The best albums and songs of 2020” [2020년 최고의 음반과 노래]. 《BBC》 (영어). 2021년 7월 13일에 원본 문서에서 보존된 문서. 2021년 7월 16일에 확인함.
60. ↑  “DIY’s Albums of 2020”. 《DIY》 (영어). 2020년 12월 15일. 2020년 12월 15일에 원본 문서에서 보존된 문서. 2021년 7월 16일에 확인함.
61. ↑  레베슬리, 데이비드; 포멧시, 올리브; 알렌, 벤; 존스턴, 캐슬린; 배를, 토머스; 리덤, 로버트 (2020년 12월 17일). “Best albums of 2020 that made the year more tolerable”. 《GQ》. 2020년 12월 17일에 원본 문서에서 보존된 문서. 2021년 7월 16일에 확인함.
62. ↑  “The 50 Best Albums”. 《내셔널 퍼블릭 라디오》. 2020년 12월 2일. 2020년 12월 2일에 원본 문서에서 보존된 문서. 2021년 7월 16일에 확인함.
63. ↑  마르토치오, 앤지 (2021년 1월 14일). “Perfume Genius Preps ‘Immediately Remixes,’ Drops ‘Poltergeist’-Inspired Video” [퍼퓸 지니어스가 ‘Immediately Remixes’의 발매 소식과 함께 ‘폴터가이스트’의 영향을 받은 비디오를 공개하였다.]. 《롤링 스톤》 (영어). 2021년 1월 14일에 원본 문서에서 보존된 문서. 2021년 7월 16일에 확인함.
64. ↑  마틴, 조시 (2021년 3월 3일). “Hear A.G. Cook’s remix of Perfume Genius’ ‘Describe’” [A.G. 쿡이 리믹스한 퍼퓸 지니어스의 ‘Describe’를 들어보세요]. 《NME》 (영어). 2021년 3월 4일에 원본 문서에서 보존된 문서. 2021년 7월 16일에 확인함.
65. ↑  조시 (2021년 6월 11일). “Out Tomorrow: Perfume Genius – ‘IMMEDIATELY Remixes’ for Record Store Day 2021” [오늘 발매: 퍼퓸 지니어스 – 2021년 레코드 스토어 데이 ‘IMMEDIATELY Remixes’]. 《matablog》 (영어). 마타도르 레코드. 2021년 7월 16일에 원본 문서에서 보존된 문서. 2021년 7월 16일에 확인함.
66. ↑  ZhouYanan. “RS Interview | Perfume Genius：所有的音乐、浪漫与爱情，都是一场场不虚假的戏” [RS 인터뷰 | 퍼퓸 지니어스: 모든 음악, 로맨스, 사랑은 가짜가 아니다] (중국어). 롤링 스톤. 2021년 7월 16일에 원본 문서에서 보존된 문서. 2021년 7월 16일에 확인함.
67. ↑  트리스카리, 칼렙 (2020년 4월 29일). “Perfume Genius shares remix of ‘On The Floor’ by Initial Talk” [퍼퓸 지니어스가 이니셜 토크가 리믹스한 ‘On The Floor’를 공개하였다]. 《NME》 (영어). 2020년 5월 11일에 원본 문서에서 보존된 문서. 2021년 7월 18일에 확인함.
68. ↑  “Jim-E Stack remixes Perfume Genius’ ‘Without You’” [짐-E 스택이 리믹스한 퍼퓸 지니어스의 ‘Without You’]. 《DIY》 (영어). 2020년 12월 3일. 2020년 12월 3일에 원본 문서에서 보존된 문서. 2021년 7월 18일에 확인함.
69. ↑  블룸, 매디슨 (2021년 1월 14일). “Perfume Genius Announces New Remix Album, Shares New Video: Watch” [퍼퓸 지니어스가 새 리믹스 음반 발표 소식과 함께 새 비디오를 공개하였다: 보러가기]. 《피치포크》 (영어). 2021년 1월 14일에 원본 문서에서 보존된 문서. 2021년 7월 18일에 확인함.
70. ↑  드빌, 크리스 (2021년 3월 3일). “Perfume Genius – “Describe (A. G. Cook Remix)””. 《스테레오검》 (영어). 2021년 3월 3일에 원본 문서에서 보존된 문서. 2021년 7월 18일에 확인함.
71. ↑  토레스, 에릭 (2021년 3월 12일). “Perfume Genius: Immediately Remixes Album Review”. 《피치포크》 (영어). 2021년 3월 12일에 원본 문서에서 보존된 문서. 2021년 7월 18일에 확인함.
72. ↑  스미스, 해리슨 (2021년 3월 16일). “Album Review: Perfume Genius - IMMEDIATELY Remixes”. 《기그와이즈》 (영어). 2021년 3월 16일에 원본 문서에서 보존된 문서. 2021년 7월 18일에 확인함.
73. ↑  파워, 에드 (2021년 3월 22일). “Album Review: Perfume Genius, IMMEDIATELY Remixes”. 《핫 프레스》 (영어). 2021년 3월 22일에 원본 문서에서 보존된 문서. 2021년 7월 18일에 확인함.
74. ↑  “Ultratop.be – Perfume Genius – Set My Heart on Fire Immediately” (네덜란드어). 2021년 7월 16일에 확인함.
75. ↑  “Portuguesecharts.com – Perfume Genius – Set My Heart on Fire Immediately”. 2021년 7월 16일에 확인함.
76. ↑  “Official Scottish Albums Chart Top 100”. 2021년 7월 16일에 확인함.
77. ↑  “Official Independent Albums Chart Top 50”. 2021년 7월 16일에 확인함.
78. ↑  “Perfume Genius Chart History (Vinyl Albums)”. 2021년 7월 16일에 확인함.
79. ↑  “Perfume Genius Chart History (Independent Albums)”. 2021년 7월 16일에 확인함.
80. ↑  “Perfume Genius Chart History (Top Alternative Albums)”. 2021년 7월 16일에 확인함.
81. ↑  “Perfume Genius Chart History (Top Rock Albums)”. 2021년 7월 16일에 확인함.
82. ↑  “Perfume Genius Chart History (Top Album Sales)”. 2021년 7월 16일에 확인함.